# Harold Clayton Urey
Harold Clayton Urey (Walkerton, 29 de abril de 1893 — La Jolla, 5 de janeiro de 1981) foi um químico estadunidense.
Estudou na  Universidade de Montana, onde graduou-se em 1917, começando a trabalhar com a química Barrett de Filadélfia, Pensilvânia. Durante a Primeira Guerra Mundial se dedicou à investigação, continuando seus estudos na Universidade de Califórnia, onde se doutorou em 1923, estudando física atômica com Niels Bohr na Universidade de Copenhaga (1923 - 1924).
Desde 1919 e até 1957 exerceu o magistério, sucessivamente na Universidade de Montana, Universidade Johns Hopkins (1924-1929) e Universidade Columbia (1934-1945), assim como na Universidade de Chicago, onde foi professor de química do Instituto de Estudos Nucleares, e Universidade de Oxford. Em 1958 foi professor na Universidade de Califórnia, UCSD, em San Diego.
Seus trabalhos enfocaram inicialmente no isolamento de isótopos pesados de hidrogênio, oxigênio, nitrogênio, carbono e enxofre, sendo laureado com o Nobel de Química de 1934, pela obtenção do deutério (hidrogênio pesado) e pelo isolamento da água pesada (óxido de deutério, D2O).
Durante a Segunda Guerra Mundial, dirigiu na Universidade Columbia, o grupo de investigação sobre métodos de separação dos isótopos do urânio, U-235 do U-238, e a produção de água pesada. Contribuiu, além disso, no desenvolvimento da bomba de hidrogênio. Finalizadas as pesquisas, desenvolveu uma grande atividade entre os cientistas atômicos que solicitavam um controle internacional do uso da energia atômica.
Se dedicou também a realizar pesquisas sobre geofísica, ao estudo da origem do Sistema solar e sobre paleontologia.
Nos anos finais de sua vida, Urey contribuiu para o desenvolvimento da cosmoquímica e é-lhe atribuído a criação do termo. O seu trabalho sobre o oxigénio 18 levou-o a desenvolver teorias sobre abundância dos produtos químicos na Terra e a sua abundância e evolução nos astros. Este foi um trabalho pioneiro na investigação paleoclimática. Sumarizou o seu trabalho no livro Os planetas: sua origem e desenvolvimento (1952). Urey especulava que, nos primórdios da Terra, a atmosfera seria provavelmente composta de amónia, metano e hidrogénio; um dos seus alunos de Chicago, Stanley L. Miller, demonstrou que, se uma mistura desses gases fosse exposta a radiação ultravioleta e água, poderia interagir para produzir aminoácidos, chamados vulgarmente de "bases da construção da vida" (ver Experiência de Urey-Miller).
Em colaboração com o físico estadunidense Arthur Edward Ruark, escreveu Átomos, moléculas e quantas (1930).

## Prémios e honrarias
- 1934 - Nobel de Química[1]
- 1934 - Prémio Willard Gibbs[2]
- 1940 - Medalha Davy[3]
- 1943 - Medalha Franklin[4]
- 1957 - Guthrie Lecture
- 1962 - Medalha J. Lawrence Smith[5]
- 1963 - Prémio Remsen[6]
- 1964 - Medalha Nacional de Ciências[7]
- 1966 - Medalha de Ouro da Royal Astronomical Society[8]
- 1969 - Medalha Leonard[9]
- 1970 - Prémio Linus Pauling[10]
- 1973 - Medalha Priestley[11]
- 1975 - Prêmio V. M. Goldschmidt[12]
- Uma cratera na Lua foi batizada com o seu nome, em sua honra.